# 國際審計準則
國際審計準則（International Standards on Auditing，縮寫為ISA）是一套國際專業審計標準，規管財務審計的操作。 國際審計準則是由國際會計師聯合會發出的。

## 國際審計準則(ISA)的列表

### 責任分工
- ISA 200 財務報表審計的目標和一般原則
- ISA 210 審計業務約定書條款
- ISA 220 審計工作的質量控制
- ISA 230 審計的文檔紀錄（英语：ISA 230 Documentation）
- ISA 240 財務報表查核時，將舞弊納入考量是查核人員的責任
- ISA 250 財務報表查核時，法律和規章的考慮
- ISA 260 審計人員與管理層的溝通

### 審計計劃（英语：Audit plan）
- ISA 300 財務報表審計計劃
- ISA 310 企務知識（英语：ISA 310 Knowledge of the Business）
- ISA 315 了解被審計單位及其環境並評估重大錯報風險
- ISA 320 審計重要性
- ISA 330 審計師針對風險評估水平應採取的程序

### 內部控制
- ISA 400 風險評估和內部控制（英语：ISA 400 Risk Assessments and Internal Control）
- ISA 401 電腦信息系統環境下的審計
- ISA 402 對被審計單位外判服務機構工作的的審計考慮

### 審計證據（英语：Audit evidence）
- ISA 500 審計證據（英语：ISA 500 Audit Evidence）
- ISA 501 審計證據之對特殊項目的考慮
- ISA 505 外部函证
- ISA 510 首次接受委託之期初餘額
- ISA 520 分析性程序（英语：Analytical procedures (finance auditing)）
- ISA 530 审计抽样及其他測試方法
- ISA 540 會計估計的審計
- ISA 545 公允价值计量和披露的審計
- ISA 550 關聯方及其交易
- ISA 560 期後事項
- ISA 570 繼續經營的假定
- ISA 580 管理當局的書面陳述書

### 利用其他專材
- ISA 600 查核集團財務報表時，與其他審計人員的工作
- ISA 610 利用内部审计工作的問題
- ISA 620 利用專家工作的問題

### 審計結論及查核報告
- ISA 700 為財務報表而發出的查核報告
- ISA 710 對比資訊
- ISA 720 其他有關財務報表審計的資訊

### 特殊種類的獨立審計
- ISA 800 特殊財務資訊之查核報告

## 另見
- 國際財務報導準則（International Financial Reporting Standards，縮寫IFRS）

## 外部連線
- 國際會計師聯合會(IFAC)的代表來自120個國家地區2.5百萬會計師 （页面存档备份，存于）
- 國際審計準則(ISAs)英文版